# Fast Healthcare Interoperability Resources
Fast Healthcare Interoperability Resources (FHIR, ausgesprochen wie engl. “fire”) ist ein von HL7 erarbeiteter Standard. Er unterstützt den Datenaustausch zwischen Softwaresystemen im Gesundheitswesen. FHIR beschreibt Datenformate und Elemente als sogenannte „Ressourcen“ und bietet eine Schnittstelle an, um diese auszutauschen. Für die Repräsentation der Daten kann sowohl JSON als auch XML verwendet werden. FHIR gibt eine Alternative zu dokumentenzentrierten Ansätzen, indem es den direkten Zugriff auf einzelne Informationsfelder als Service zulässt.

## Ziele und Vorteile
Der Standard wurde vor dem Hintergrund entwickelt, dass es künftig auch notwendig sein wird, über Einrichtungsgrenzen standardisiert kommunizieren zu können, Daten online abrufbar zu machen und dies auch mit Mobilgeräten wie Tablets und Smartphone durchführen zu können. Ebenso sollen Cloud-Lösungen realisierbar sein.
FHIR bringt gegenüber den bisherigen Standards HL7 v2.x, v3.x und CDA folgende Vorteile mit sich:
- Ein Hauptziel bei der Entwicklung von FHIR war eine einfache und schnelle Implementierbarkeit von Schnittstellen und die einfache Anbindung an andere Systeme
- Eine große Zahl verfügbarer Implementierungsbibliotheken und viele verfügbare Beispiele erleichtern die Arbeit des Softwareentwicklers.
- Die Spezifikationen sind offen und ohne Beschränkungen kostenfrei nutzbar.
- Die Interoperabilität ist ohne weitere Anpassungen von vorneherein gegeben. Anpassungen sind aber möglich.
- HL7 FHIR kann parallel zu HL7 Version 2 verwendet werden, aber auch als Erweiterung davon.
- HL7 FHIR setzt auf etablierte Web-Standards auf: REST, XML, JSON, HTTP, TLS, OAuth etc.
- Daten können nahtlos über Nachrichten, Dokumente oder Dienste ausgetauscht werden.
- Die Spezifikationen wurden so implementiert, dass sie einfach zu verstehen und prägnant formuliert sind.
- Das Entwicklungsformat ist so implementiert, dass Entwickler es einfach für Weiterentwicklungen benutzen können.

## Standardisierung
Im Februar 2014 wurde FHIR erstmals als Draft Standard for Trial Use (DSTU) als Release 1 (v0.0.82) veröffentlicht.
Die aktuelle Version ist FHIR Release #5 (v5.0.0) vom 26. März 2023.

## Implementierungen
Eine ganze Reihe von Implementierungen wurden bereits inner- und außerhalb der USA erfolgreich getestet. Sehr populär sind die Implementierungen von CommonWell Health Alliance und SMArt (Substitutable Medical Applications, reusable technologies).
Open-Source-Implementierungen von FHIR-Datenstrukturen, FHIR-Server und -Clients sowie Werkzeuge zum Erstellen von FHIR-Profilen existieren bereits. Eine der bekanntesten Open-Source-APIs ist FHIR HAPI.
Im Rahmen des jährlichen Updates erhielt die ICD-11 im Februar 2025 eine FHIR-API-Integration. Dadurch wird ein nahtloser Echtzeit-Datenaustausch zwischen Gesundheitssystemen ermöglicht, sodass die Kodierung schneller und präziser erfolgt.

## FHIR und andere Standards
FHIR selbst setzt nicht nur auf Web-Standards, sondern bildet eine Basis für weitere Profile und Leitfäden. Die IHE-Profile PDQm, PIXm und MHD wurden bereits angepasst, um zukünftige Anwendungsfälle abzudecken.

## FHIR in Deutschland
Aktuell wird in Deutschland an der Basisprofilierung gearbeitet. Die aktuelle Version ist das Basisprofil R4 vom 29. Juni 2022 (Stand 2023); die deutschen Basis-Profile werden in der FHIR-Profile-Registry „Simplifier“ verwaltet.
Konkrete Anwendungsfälle sind zum Beispiel der aktuelle Medikationsplan als FHIR-Profil, ein auf FHIR basierendes Ultrakurzformat (UKF) oder die Erfüllung der infektionsschutzrechtlichen Meldepflicht an die Gesundheitsämter.
Ebenso wird die einheitliche Software der Gesundheitsämter FHIR kompatibel und Open Source erstellt. Die soll eine Implementierung eines modularen Systems für alle Anwendung im ÖGD (außer der Personalverwaltung) ermöglichen.

## FHIR in Österreich
Die FHIR-Aktivitäten in Österreich werden vom Technischen Komitee FHIR der HL7 Austria koordiniert. Basisprofile stehen zur Verfügung. Auf den Seiten finden sich entsprechende Informationen für alle, die Softwareprodukte mit FHIR entwickeln.